# Діаконешть (Димбовіца)
Діаконешть, Діаконешті (рум. Diaconești) — село у повіті Димбовіца в Румунії. Адміністративно підпорядковане місту Пучоаса.
Село розташоване на відстані 88 км на північний захід від Бухареста, 18 км на північ від Тирговіште, 63 км на південь від Брашова.

## Населення
За даними перепису населення 2002 року у селі проживала 481 особа, з них 478 осіб (99,4%) румунів. Усі жителі села рідною мовою назвали румунську.